# Campionat del Món de persecució per equips femení
El Campionat del món de persecució per equips femenins és el campionat del món de Persecució per equips i és organitzat anualment per l'UCI, dins els Campionats del Món de Ciclisme en pista.
Es disputa des de 2008 i l'equip del Regne Unit és la que ha obtingut més victòries.

## Pòdiums de les Guanyadores
| Proves | Or                                                                             | Plata                                                                          | Bronze                                                                                                   |
| 2008   | Regne Unit · Wendy Houvenaghel · Joanna Rowsell · Rebecca Romero               | Ucraïna · Svitlana Haliuk · Liubov Xulika · Léssia Kalitovska                  | Alemanya · Charlotte Becker · Alexandra Sontheimer · Verena Jooß                                         |
| 2009   | Regne Unit · Wendy Houvenaghel · Elizabeth Armitstead · Joanna Rowsell         | Nova Zelanda · Lauren Ellis · Jaime Nielsen · Alison Shanks                    | Austràlia · Ashlee Ankudinoff · Sarah Kent · Josephine Tomic                                             |
| 2010   | Austràlia · Ashlee Ankudinoff · Sarah Kent · Josephine Tomic                   | Regne Unit · Wendy Houvenaghel · Joanna Rowsell · Elizabeth Armitstead         | Nova Zelanda · Lauren Ellis · Rushlee Buchanan · Alison Shanks                                           |
| 2011   | Regne Unit · Wendy Houvenaghel · Laura Trott · Danielle King                   | Estats Units · Sarah Hammer · Dotsie Bausch · Jennie Reed                      | Nova Zelanda · Kaytee Boyd · Jaime Nielsen · Alison Shanks                                               |
| 2012   | Regne Unit · Joanna Rowsell · Laura Trott · Danielle King                      | Austràlia · Annette Edmondson · Melissa Hoskins · Josephine Tomic              | Canadà · Tara Whitten · Jasmin Glaesser · Gillian Carleton                                               |
| 2013   | Regne Unit · Laura Trott · Danielle King · Elinor Barker                       | Austràlia · Annette Edmondson · Amy Cure · Melissa Hoskins                     | Canadà · Gillian Carleton · Jasmin Glaesser · Laura Brown                                                |
| 2014   | Regne Unit · Laura Trott · Katie Archibald · Elinor Barker · Joanna Rowsell    | Canadà · Allison Beveridge · Jasmin Glaesser · Laura Brown · Stephanie Roorda  | Austràlia · Annette Edmondson · Amy Cure · Melissa Hoskins · Isabella King                               |
| 2015   | Austràlia · Annette Edmondson · Amy Cure · Melissa Hoskins · Ashlee Ankudinoff | Regne Unit · Laura Trott · Katie Archibald · Elinor Barker · Joanna Rowsell    | Canadà · Allison Beveridge · Jasmin Glaesser · Kirsti Lay · Stephanie Roorda                             |
| 2016   | Estats Units · Kelly Catlin · Chloe Dygert · Sarah Hammer · Jennifer Valente   | Canadà · Kirsti Lay · Jasmin Glaesser · Allison Beveridge · Georgia Simmerling | Regne Unit · Laura Trott · Ciara Horne · Elinor Barker · Joanna Rowsell                                  |
| 2017   | Estats Units · Kelly Catlin · Chloe Dygert · Kimberly Geist · Jennifer Valente | Austràlia · Amy Cure · Ashlee Ankudinoff · Alexandra Manly · Rebecca Wiasak    | Nova Zelanda · Racquel Sheath · Rushlee Buchanan · Kirstie James · Jaime Nielsen · Michaela Drummond (q) |